# Jarkko Tapola
Jarkko Tapola (* 5. Mai 1944 in Helsinki) ist ein ehemaliger finnischer Sprinter.
1970 wurde er finnischer und schwedischer Hallenmeister im 60-Meter-Lauf. Über dieselbe Distanz gewann er kurz darauf bei den Leichtathletik-Halleneuropameisterschaften in Wien Bronze.

## Persönliche Bestzeiten
- 60 m (Halle): 6,5 s, 8. März 1970, Göteborg
- 100 m: 10,4 s, 9. Juli 1970, Helsinki